# 바하베라파스주

바하베라파스 주의 위치

바하베라파스주(스페인어: Departamento de Baja Verapaz)는 과테말라 중부에 위치한 주로 주도는 살라마이며 면적은 3,124km2, 인구는 215,915명(2002년 기준)이다.
북쪽으로는 알타베라파스 주, 남쪽으로는 과테말라 주, 동쪽으로는 엘프로그레소 주, 서쪽으로는 키체 주와 접한다. 8개 지방 자치체를 관할한다.

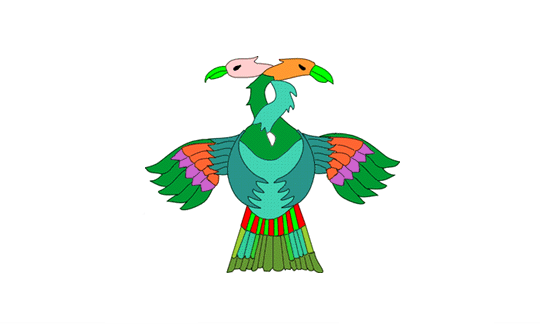
주기